# Грибівка
Гри́бівка — село Дальницької сільської громади в Одеському районі Одеської області в Україні. Населення становить 450 осіб. Відоме як чорноморський курорт.

## Географія
Територією села протікає річка Барабой, яка впадає в Чорне море.

## Історія
Поселення засновано 1791 як козацький хутір Парабой (Перебойна). 1792 увійшло в межі земельної дачі  А. М. Грибовського, статс-секретаря канцелярії імператриці Катерини II, від прізвища й імені його отримало назву Грибівка (Андріанівка). З 1802 по 1917 належало сім'ї Мархоцьких-Інгістових.
7 (20) листопада 1917 року, відповідно до Третього Універсалу Української Центральної Ради, увійшло до складу Української Народної Республіки. 
24 лютого 2022 року, під час Російського вторгнення в Україну, приблизно о 13:40 по території села було нанесено ракетний удар.

## Політика

### Парламентські вибори, 2019
На позачергових парламентських виборах 2019 року у селі функціонувала окрема виборча дільниця № 510688, розташована у приміщенні автогаража СТОВ «Маяк».
Результати
- зареєстровано 499 виборців, явка 60,12%, найбільше голосів віддано за «Слугу народу» — 49,33%, за «Опозиційну платформу — За життя» — 12,75%, за «Європейську Солідарність» — 11,74%.[3] В одномандатному окрузі найбільше голосів отримав Сергій Колебошин (Слуга народу) — 52,84%, за Василя Гуляєва (самовисування) — 30,11%, за Сергія Боба (Опозиційна платформа — За життя) — 5,11%[4].

## Економіка

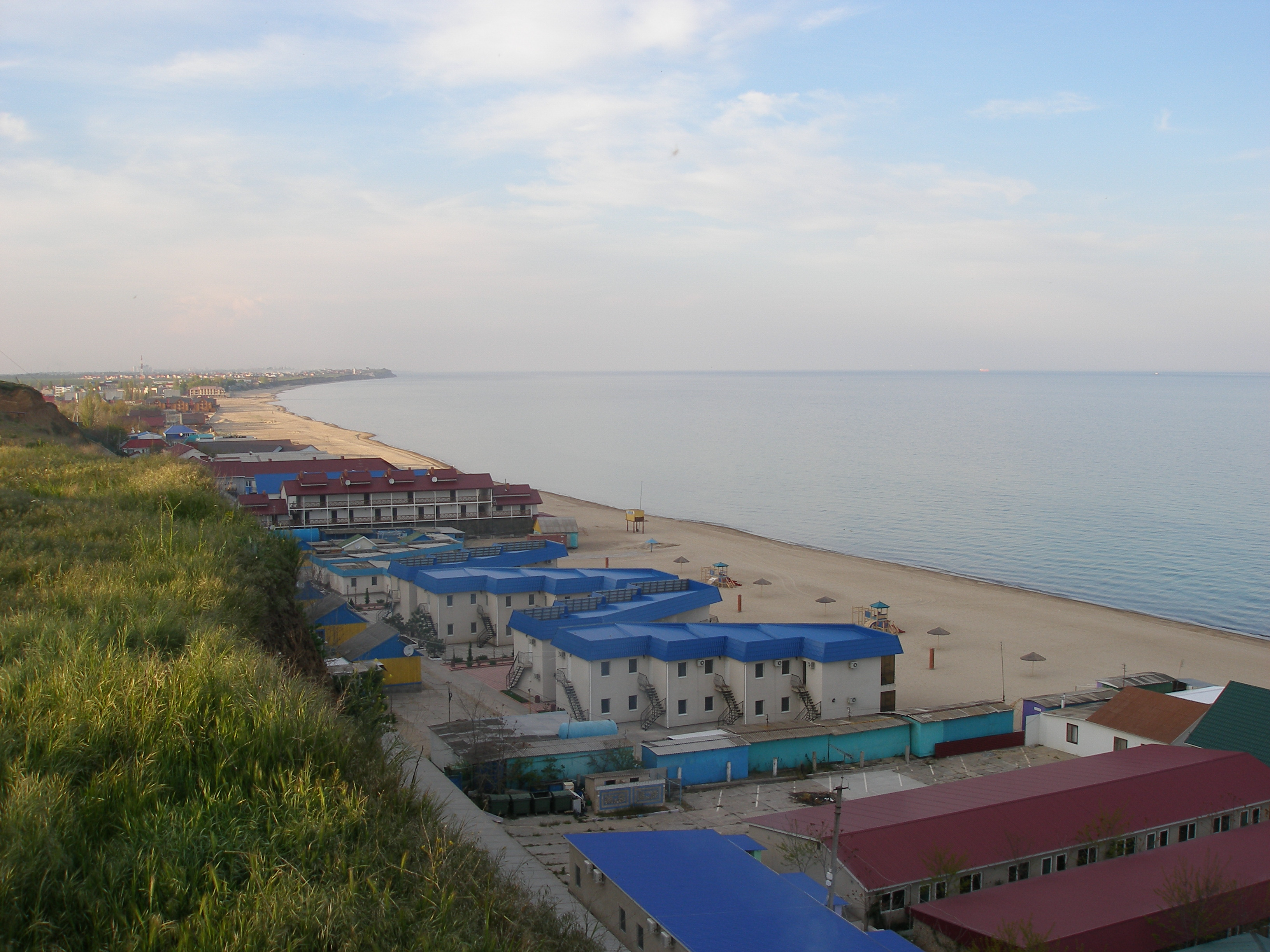
пляжі на морі

Курорт включає більше 50 баз відпочинку (у тому числі готелів).
Село має розвинену інфраструктуру: луна-парк, дитячі атракціони, численні бари і кафе, рибна ловля, прогулянки на катерах і яхтах, водні мотоцикли, комп'ютерні клуби, екскурсійне обслуговування, а з літнього сезону 2011 р основною і довгоочікуваною подією літа в Грибівці став фестиваль «Summer Sound GRIBOFFKA», який проводиться на пляжі «Європа», що має велику територію (2 га), де розташований найбільший в світі пляжний бар довжиною 125 м. При цьому на курорті простежується тенденція до сталого розвитку елітного відпочинку.
З 2013 року Грибівка є майданчиком для фестивалю електронної музики "Maevka", який зазвичай припадає на кінець квітня-початок травня і фактично відкриває літній сезон на курорті

## Транспорт
У 2 км на південний захід від села розташований зупинний пункт Путейська Одеської дирекції Одеської залізниці.

## Населення
Згідно з переписом УРСР 1989 року чисельність наявного населення села становила 525 осіб, з яких 235 чоловіків та 290 жінок.
За переписом населення України 2001 року в селі мешкало 439 осіб.

### Мова
Розподіл населення за рідною мовою за даними перепису 2001 року:
| Мова       | Відсоток |
| ---------- | -------- |
| українська | 91,78 %  |
| російська  | 6,44 %   |
| болгарська | 0,44 %   |
| румунська  | 0,44 %   |
| вірменська | 0,22 %   |
| гагаузька  | 0,22 %   |
| інші       | 0,46 %   |